# Australothele nambucca
Espèce
Australothele nambucca est une espèce d'araignées mygalomorphes de la famille des Euagridae.

## Distribution
Cette espèce est endémique de Nouvelle-Galles du Sud en Australie. Elle se rencontre vers Sawtell, Nambucca Heads et Brooklana.

## Description
La carapace du mâle holotype mesure 10,27 mm de long sur 8,67 mm et l'abdomen 8,27 mm de long sur 6,00 mm et la carapace de la femelle paratype mesure 11,50 mm de long sur 8,48 mm et l'abdomen 12,80 mm de long sur 8,00 mm.

## Étymologie
Son nom d'espèce lui a été donné en référence au lieu de sa découverte, Nambucca Heads.

## Publication originale
- Raven, 1984 : Systematics of the Australian curtain-web spiders (Ischnothelinae: Dipluridae: Chelicerata). Australian Journal of Zoology Supplementary Series, no 93, p. 1-102.